# Людвище (Алтайский край)
Людвище — упразднённое село в Бурлинском районе Алтайского края. Входило в состав Ореховского сельсовета. Ликвидировано в 1983 г.

## История
Основано в 1916 году. В 1928 году посёлок Людвище состоял из 69 хозяйств, в составе Вишневского сельсовета Славгородского района Славгородского округа Сибирского края. Сельскохозяйственная артель имени Куйбышева. С 1950 года отделение укрупнённого колхоза имени Ворошилова. С 1966 г. отделение совхоза «Топольский»..

## Население
В 1928 году в посёлке проживал 372 человека (181 мужчина и 191 женщина), основное население — украинцы.